# Linares de la Sierra
Linares de la Sierra est une commune de la communauté autonome d'Andalousie, dans la province de Huelva, en Espagne.

## Géographie
Elle se situe entre Alájar y Aracena, au centre du parc naturel de la Sierra de Aracena y Picos de Aroche, un des espaces protégés les plus importants de la région.

## Histoire
Le village est devenu indépendant d'Aracena au temps de Ferdinant VI, le 27 mai 1724

## Administration
| Période                                  | Période | Identité | Étiquette | Qualité |
| ---------------------------------------- | ------- | -------- | --------- | ------- |
| N/A                                      | N/A     | N/A      | N/A       | Maire   |
| Les données manquantes sont à compléter. |         |          |           |         |

## Culture et patrimoine
- L'église paroissiale San Juan Bautista
- Le lavoir public.